# Zangaradougou
Zangaradougou est une commune du Mali, dans le cercle et la région de Sikasso.